# Marcelino Sambé

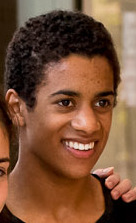
Marcelino Sambé nel 2010

Marcelino Ribeiro Sambé (Lisbona, 29 aprile 1994) è un ballerino portoghese.

## Biografia
Marcelino Sambé è nato nel quartiere di Alto da Loba, nella periferia di Lisbona. Suo padre morì quando lui aveva otto anni e la madre, non potendosene prendere cura, affidò Sambé ai servizi sociali. Fu la psicologa del centro sociale a suggerirgli la danza, una strada che lo portò prima al Conservatorio Nazionale di Lisbona e poi alla Royal Ballet School di Londra, dove si diplomò nel 2012 dopo aver vinto il primo premio del Youth America Grand Prix. 
È dichiaratamente omosessuale.

## Carriera
Nel 2012, subito dopo il diploma, è stato scritturato dal Royal Ballet, di cui ha scalato rapidamente i ranghi: nel 2014 è stato promosso primo artista, nel 2015 solista, nel 2017 primo solista e nel 2019 ballerino principale.
Partner abituale di Anna Rose O'Sullivan e, occasionalmente, di Francesca Hayward, Akane Takada e Sarah Lamb, Sambé ha danzato al Covent Garden in molti dei grandi ruoli del repertorio maschile, tra cui Siegfried ne Il lago dei cigni (Scarlett), Albrecht in Giselle (Wright), il Principe e l'eponimo protagonista ne Lo schiaccianoci (Wright), Romeo e Mercuzio in Romeo e Giulietta (MacMillan), Rodolfo in Mayerling (MacMillan), Des Grieux e Lescaut in Manon (MacMillan), l'Idolo di Bronzo ne La Bayadère (Makarova), il Principe e l'Uccello Azzurro ne La bella addormentata (Petipa), Franz in Coppélia (de Valois) e Basilio in Don Chisciotte (Acosta). 
Inoltre ha anzato in coreografie di Christopher Wheeldon (Alice's Adventures in Wonderland, The Winter's Tale) e George Balanchine (Jewels, Tchaikovsky Pas de Deux). Ha danzato anche in molti dei principali ruoli maschili nel repertorio di Frederick Ashton, tra cui Oberon in The Dream, Colas ne La Fille mal gardée, il Principe nella Cenerentola e il protagonista in Rhapsody e Les Patineurs.
Sempre con il Royal Ballet ha danzato nelle prime assolute di Like Water for Chocolate (Wheeldon), Optional Family: A Divertissement (Abraham), Flight Pattern (Pite), Ceremony of Innocence (Brandstrup), Connectome (Marriott), Untouchable (Schechter), The Cellist (Marston), Woolf Works e The Dante Project (McGregor).
In veste di étoile ospite, nel dicembre 2022 danza nel ruolo di Albrecht in Giselle al Teatro Nacional de São Carlos insieme a O'Sullivan nell'allestimento coreografato da Jorge Garcia, mentre nel marzo 2024 è Colas ne La Fille mal gardée all'Opéra di Parigi.

## Filmografia
- Romeo and Juliet: Beyond Words - film TV, regia di Michael Nunn e William Trevitt (2019)

## Premi
- 2008: Moscow International Ballet Competition - Premio d'Argento
- 2009: Youth America Grand Prix - Primo Premio
- 2010: USA International Ballet Competition - Medaglia d'Oro e Award Speciale
- 2011: Ursula Morton Choreographic Awards - Secondo Premio
- 2012: Youth Dance England - UK’s emerging choreographers
- 2017: Critics' Circle National Dance Awards - Outstanding Male Classical Performance
- 2019: Outstanding Male Classical Performance - Best Male Dancer